# Eduard von Falz-Fein
Il barone Eduard Alexandrowitsch von Falz-Fein (in russo Эдуа́рд Алекса́ндрович фон Фальц-Фейн?, Ėduard Aleksandrovič fon Falc-Fejn; Gavrilovka, 14 settembre 1912 – Vaduz, 17 novembre 2018) è stato un bobbista, dirigente sportivo e filantropo russo naturalizzato liechtensteinese.

## Origini
Eduard von Falz-Fein nacque a Gavrilovka il 14 settembre 1912 ed era figlio di Alexander Eduardovich von Falz-Fein (1864–1919) e nipote di Friedrich von Falz-Fein. Sua madre, Vera Yepanchin, discendeva dall'antica famiglia nobile russa degli Yepanchin, che aveva dato all'Impero un certo numero di ammiragli e generali. La famiglia porta il doppio nome Falz-Fein dal 1864. Fein era il nome da nubile della bisnonna Elisabeth Anna Fein. Nel 1872 la famiglia fu elevata al rango di "cittadino onorevole ereditario" (Potomstvenny Potschotny Graschdanin) e nel 1915 - a seguito di una visita dello zar nell'anno precedente - fu elevata alla baronia ereditaria russa. I von Falz-Fein sono imparentati con lo scrittore Vladimir Nabokov. Eduard von Falz-Fein era cugino del bobbista Eduard Theodor von Falz-Fein (1912-1974).

## Prima della Rivoluzione d'ottobre: Askania-Nova
Il 16 agosto 1856, con il permesso dello zar Nicola I, il bis-bisnonno Friedrich Falz-Fein (1794–1864) acquistò dal duca Leopoldo IV di Anhalt-Dessau una tenuta di 52 000 ettari ad Askania-Nova, vicino a Cherson, a 100 km dalla Crimea. L'allevamento contava 49 000 pecore, 640 cavalli e 549 bovini. Il nome risale agli Ascanidi di Germania.
Lo zio di Eduard, Friedrich Falz-Fein, sviluppò a poco a poco la riserva naturale omonima, facendone una delle più grandi al mondo, con un giardino botanico e uno zoo esotico, ma anche mezzo milione di pecore, a partire dal primo gregge acquistato nel 1896. Nel 1914 lo zar Nicola II visitò il parco naturale Askania Nova e la famiglia Falz-Fein. Divenuto nel 1921 di proprietà statale, è oggi riserva naturale dell'UNESCO ed ospita ancora molti animali esotici, come antilopi, bisonti, zebre, struzzi e cavalli di Przewalski. Nell'aprile del 1914 lo zar Nicola II visitò il parco naturale "Askania Nova" e la famiglia Falz-Fein. Si dice che il sovrano abbia cullato in ginocchio Eduard, di due anni, scherzando: "Cresci, figlio mio, e diventa un uomo!"

## Dopo la Rivoluzione d'ottobre
Dopo la Rivoluzione d'ottobre, la tenuta dei Falz-Fein fu confiscata dai bolscevichi e completamente devastata. La famiglia quindi si trasferì in un appartamento a San Pietroburgo, loro ultima residenza in Russia. Per evitare l'arresto da parte dei soldati dell'Armata Rossa, la famiglia simulò una malattia incurabile e contagiosa dei bambini. Riuscirono così a evitare la fucilazione. I bolscevichi rinunciarono così al loro proposito e il 1º aprile 1919 i von Falz-Fein riuscirono finalmente a fuggire con l'ultima nave, il piroscafo bulgaro "König Ferdinand", prima a Istanbul e da lì a Berlino. Lo stesso anno, colpito dalle forti esperienze emotive, il padre morì improvvisamente. Il giovane Eduard venne allevato dal nonno. Nel 1922 si convertì dal luteranesimo all'ortodossia, ricevendo il nome Oleg con il santo battesimo. Nel 1923 la famiglia si trasferì a Nizza, sulla Costa Azzurra, dove il padre possedeva una villa per vacanze. Falz-Fein andò a scuola lì, studiò agraria a Nizza e a Parigi e divenne campione studentesco francese di ciclismo. Dopo gli studi, Eduard von Falz-Fein fu corrispondente generale del quotidiano sportivo francese L'Auto.
Stando a quanto dichiarò, Falz-Fein giunse per la prima volta il Principato del Liechtenstein nel 1933 e nel 1936 si stabilì a Ruggell. Fu naturalizzato dal principe Francesco I, già ambasciatore dell'Impero austro-ungarico nell'Impero russo. Nel 1945 divenne gestore di diversi negozi di souvenir per turisti denominati "Quick". A partire dalla fine della guerra, il Liechtenstein iniziò a essere regolarmente visitata da turisti giornalieri. Gestì i negozi fino al 2007 e realizzò diversi documentari sul principato. Nel 1958 produsse il film Ein wunderbarer Sommer.

## Impegno sportivo
Eduard von Falz-Fein diede un contributo speciale al movimento olimpico in Liechtenstein. Utilizzando i suoi legami professionali e familiari con il Comitato olimpico internazionale (CIO), fu la forza trainante della partecipazione del Liechtenstein ai Giochi olimpici di Berlino del 1936 per la prima volta, senza aderire al CIO. In precedenza, un comitato olimpico fu fondato nel Liechtenstein nel 1935, e Falz-Fein fungeva da vicepresidente dello stesso. A questa edizione notò che le bandiere del Liechtenstein e di Haiti erano identiche, il che in seguito portò a un cambiamento in quella del Principato. Partecipò alle Olimpiadi invernali di Garmisch-Partenkirchen del 1936, classificandosi 18º nella gara del bob a due, in coppia con Eugen Büchel.
Per un certo periodo, Falz-Fein venne considerato come il più anziano olimpionico sopravvissuto. Tuttavia, corresse l'affermazione dichiarando che il record spettava a suo cugino Eduard Theodor von Falz-Fein, nato nello stesso anno.
La sua seconda preferenza sportiva era il ciclismo. Campione parigino di ciclismo e noto a molti grandi dello sport europeo, Falz-Fein si dedicò al ciclismo del Liechtenstein dal 1951. Nel 1951 e dal 1953 al 1973 fu presidente dell'Associazione dei ciclisti del Liechtenstein e in questo periodo sostenne molti talenti di questa disciplina.
Dal 1962 al 1977 fu tesoriere della Federazione Internazionale Slittino e svolse un ruolo chiave nel far diventare lo slittino uno sport olimpico. Dal 1978 è stato membro onorario della Federazione.
Falz-Fein riuscì ad alzare il livello sportivo grazie alla campagna che inaugurò per invitare in Liechtenstein atleti promettenti tra i tedeschi dei Sudeti. Alle olimpiadi di Lake Placid del 1980 il Principato vinse due ori e due argenti nello sci con gli atleti Hanni e Andreas Wenzel.
Nel 2003, insieme a Xaver Frick, ricevette la Foglia d'alloro d'oro dal Governo del Principato. Questa decorazione è il più alto riconoscimento del Principato del Liechtenstein nel campo dello sport e viene assegnata a persone che abbiano dato un contributo speciale allo sport nel Principato. Nel 2011, in occasione del 75º anniversario dell'Associazione Sportiva Olimpica del Liechtenstein (oggi Comitato Olimpico del Liechtenstein), ne divenne membro onorario. Il 17 febbraio del 2017 il CIO gli conferì la Medaglia Pierre de Coubertin.

## Impegno per l'arte e la storia russa

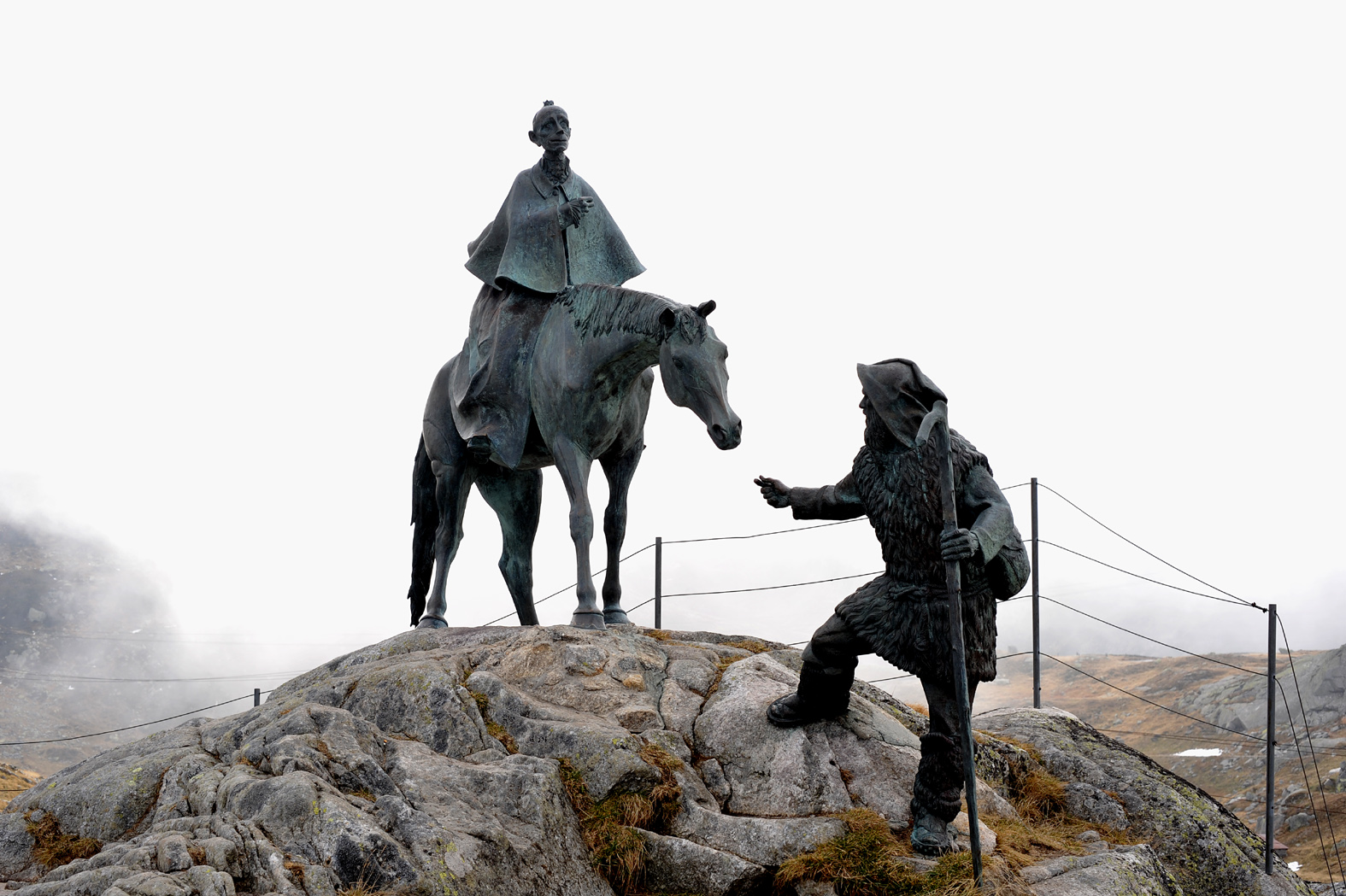
Statua equestre di Suvorov sul passo del San Gottardo.

Falz-Fein acquistò alle aste per poi donarle allo stato russo diverse opere d'arte.
Nel 1975, a un'asta di Sotheby's a Monte Carlo, il barone incontrò Ilya Samoylovich Zilberstein, che la Biblioteca Lenin di Mosca aveva mandato per acquistare un'edizione russa unica del XVIII secolo sul mare dalla collezione Djagilev-Lifar. Zilberstein era in ritardo, l'asta era finita e il barone si era aggiudicato il libro. Egli poi donò l'opera a Zilberstein per la biblioteca. Quindi, il caso riavvicinò Falz-Fein alla Russia e Zilberstein divenne suo amico. Quest'ultimo fu il primo sovietico a scrivere rispettosamente dell'emigrazione russa sui giornali Ogonyok e Literaturnaya Gazeta citando Lifar, Falz-Fein e la sua collezione, le raccolte Diaghilev del principe "bianco" Nikita Dmitrievich Lobanov-Rostovsky.
Il barone cercò e trovò un modo per ritornare in Russia. Quando il CIO venne chiamato a decidere se le Olimpiadi estive del 1980 si dovessero tenere a Los Angeles o a Mosca, essendo presidente permanente del Comitato Olimpico del Liechtenstein, prima di votare Falz-Fein chiese a ciascuno dei membri del CIO di dare una possibilità a Mosca. Le Olimpiadi furono assegnate alla capitale sovietica e, in segno di gratitudine, il ministro dello sport Sergei Pavlovich Pavlov organizzò personalmente una visita non ufficiale di Falz-Fein nel paese.
Il primo grande dono del barone alla sua terra natale faceva parte della biblioteca Diaghilev-Lifar, composta da centinaia di libri. Alla fine degli anni '70, Falz-Fein incontrò il romanziere Yulian Semyonovich Semyonov. Insieme decisero di creare un comitato internazionale per il ritorno dei tesori russi nella loro terra natale. Questa idea li legò per molto tempo. Falz-Fein prese parte in prima persona alla restituzione delle spoglie di Fëdor Ivanovič Šaljapin alla Russia. Fëdor Fëdorovič Šaljapin, figlio del grande basso russo, lo ascoltò come un caro amico e gli diede il permesso di trasportare la bara di suo padre da Parigi alla sua terra natale. Dopo la sua morte, il barone acquistò i cimeli della famiglia Šaljapin, rimasti a Roma, e li donò al Museo Šaljapin di San Pietroburgo.
I doni di Falz-Fein iniziarono ad arrivare regolarmente in Russia con l'emergere del Fondo culturale sovietico.
Il barone investì molte energie e denaro per cercare la camera d'ambra del Palazzo di Caterina a Carskoe Selo, essendo membro di un gruppo di ricerca internazionale. La camera non fu trovata e Falz-Fein rimase affascinato dall'idea di ricostruirla. Nel 1979, infatti, il governo sovietico diede l'incarico di ripristinare la camera basandosi su disegni e fotografie in bianco e nero dell'originale e sull'unica foto a colori disponibile. Il barone inviò levigatrici e trapani speciali dalla Svizzera, scrisse diverse missive per sollecitare la raccolta di fondi e rilasciò interviste ai giornalisti. Su sua richiesta, la Germania restituì rarità uniche a Carskoe Selo, anche se l'unica cosa che si poté trovare dalla leggendaria camera d'ambra era un comò in mogano e uno dei quattro mosaici fiorentini.
Grazie al barone, negli anni '90 poterono aprire all'estero due musei russi. Nel 1994 venne inaugurato il Museo Suvorov a Glarona, in Svizzera. Nel settembre del 1995 a Zerbst aprì il Museo Caterina II. Il barone concordò con il borgomastro che la città avrebbe restaurato l'edificio mentre il barone avrebbe offerto cimeli relativi a Caterina II di Russia dalla sua collezione.
La sua azione più importante fu l'organizzazione del trasferimento del famoso "archivio Sokolov" - documenti investigativi sul caso dell'assassinio della famiglia reale a Ekaterinburg. "Quando ci siamo incontrati qui con il Primo ministro Černomyrdin", disse il barone, "gli ho ricordato ancora una volta la richiesta del principe del Liechtenstein di restituirgli gli archivi sequestrati nel 1945 dall'Armata Rossa in Austria come trofeo di guerra. Gli archivi hanno continuato a essere considerati come un trofeo per mezzo secolo, anche se è chiaro che non è così: il principato non ha partecipato alla guerra, è rimasto neutrale. Il Primo ministro ha ascoltato attentamente le mie argomentazioni e ha osservato che si sarebbe dovuto dare qualcosa in cambio, cioè si dovrebbe fare una specie di dono. Su mio consiglio, il principe ha acquistato le carte di Sokolov per 100 000 dollari e ho accettato di scambiarle con il suo archivio. Durante la visita del ministro degli esteri russo Evgenij Maksimovič Primakov nel Principato del Liechtenstein venne firmato un documento ufficiale sullo scambio degli archivi.
Falz-Fein diede un contributo significativo al restauro della cappella maltese di San Pietroburgo. Inoltre, promosse la costituzione di un Museo del Corpo dei paggi.
Uno dei dipinti nella galleria del Palazzo Voroncov ad Alupka - il Ritratto del principe Grigory Potemkin di Dmytro Hrihorovyč Levyc'kyj - è dono del barone Falz-Fein.
Fu membro onorario del club degli amici della riserva museale "Tsarskoye Selo", membro del consiglio di fondazione della Scuola militare Suvorov di San Pietroburgo dal 2005 fino alla sua morte, membro del consiglio di fondazione internazionale della Fondazione russa per l'infanzia e membro onorario della Società della Cultura Russa del Liechtenstein.
In Svizzera fece erigere sul Passo del San Gottardo una statua equestre del generale russo Aleksandr Vasil'evič Suvorov, che in quel luogo aveva condotto questa battaglia con i francesi nel 1799 con le sue truppe attraverso le Alpi.
Negli anni 2000 consegnò l'archivio di famiglia al Museo Etnografico di San Pietroburgo.

## Famiglia
Eduard von Falz-Fein è stato sposato due volte. La prima moglie Virginia, era figlia del lord inglese Noel Kertiss-Benneth. Da questa unione, nel 1952 nacque una figlia, Ludmila. Ella è vedova dello scultore olandese Kiis Verkade (1941-2020), con cui viveva a Monte Carlo, e hanno una figlia. La seconda moglie, Christina Schwartz, ha lavorato come modella a Monaco. Si sono sposati nel 1964. Nel 1977 è morta per overdose. Da questo matrimonio non ha avuto figli.
Come capofamiglia, Falz-Fein viveva nella villa "Askania Nova" a Vaduz nel Principato del Liechtenstein.

## Ultimi anni e morte
Al suo centesimo compleanno nel 2012 parteciparono alte autorità del Liechtenstein e della Russia.
In occasione del 105º compleanno il vicepresidente della Federazione Internazionale Slittino gli inviò una lettera di auguri e congratulazioni.
Morì per avvelenamento da monossido di carbonio nell'incendio della sua residenza in Fürst-Franz-Josef-Strasse a Vaduz la mattina del 17 novembre 2018 all'età di 106 anni. Era la persona più anziana del Liechtenstein. Le autorità competenti in seguito accertarono che la disgrazia era stata causata con molta probabilità da una lampada da comodino. Gli sopravvissero sua figlia Ludmila Verkade (nata nel 1952) e sua nipote. Le esequie si tennero il 24 novembre nella cappella del cimitero russo di Nizza. Al termine del rito fu sepolto nella locale cripta di famiglia.

## Riconoscimenti
Il barone Falz-Fein venne insignito del Premio artistico "Tsarskoselskaya" nel 1997, del Premio internazionale Nikolaj Rerich nel 2004, del diploma honoris causa della commissione governativa per i connazionali all'estero nel 2009 del distintivo d'onore dell'Unione delle società sovietiche per l'amicizia e le relazioni culturali con l'estero "per il contributo alla causa dell'amicizia" e del Crystal Globe International Prize "per il successo negli affari".
Gli è intitolato l'asteroide 9838 Falz-Fein, scoperto nel 1987 dall'astronoma sovietica Ljudmila Vasil'evna Žuravlёva.